# Фырат, Энгин
Энгин Фырат (тур. Engin Fırat; 11 июня 1970, Стамбул) — турецкий футбольный тренер.

## Карьера
Завершив карьеру уже в юношеском возрасте, Фырат приступил к тренерской работе, окончив спортивный университет в Германии. В 1997 году входил в тренерский штаб Хорста Хрубеша в «Самсунспоре». Некоторое время трудился в «Фенербахче», а также с немецкими клубами. В 2004 году, временно возглавив команду Второй Бундеслиги «Рот-Вайсс», Фырат стал вторым турецким специалистом после Мустафы Денизли, кто самостоятельно возглавлял профессиональные немецкие коллективы.
Затем тренер много лет проработал в Иране и входил в тренерский штаб местной сборной, которым руководил Али Даеи. В 2010 году мог стать наставником сборной Нигерии, которая перед ЧМ-2010 осталась без рулевого. Однако Фырат отклонил предложение федерации. Позднее сообщалось, что турок входил в число претендентов на должность главного тренера сборной Боснии и Герцеговины. Некоторое время занимался руководящей работой.
29 октября 2019 года Эркин Фырат стал наставником сборной Молдавии. На этой должности он сменил украинца Семёна Альтмана.

## Достижения

### Ассистента
- Финалист Лиги чемпионов АФК (1): 2007
- Чемпион Ирана (1): 2006/07
- Серебряный призёр Чемпионата Турции: 2000/01